# Tunnel Kaisermühlen

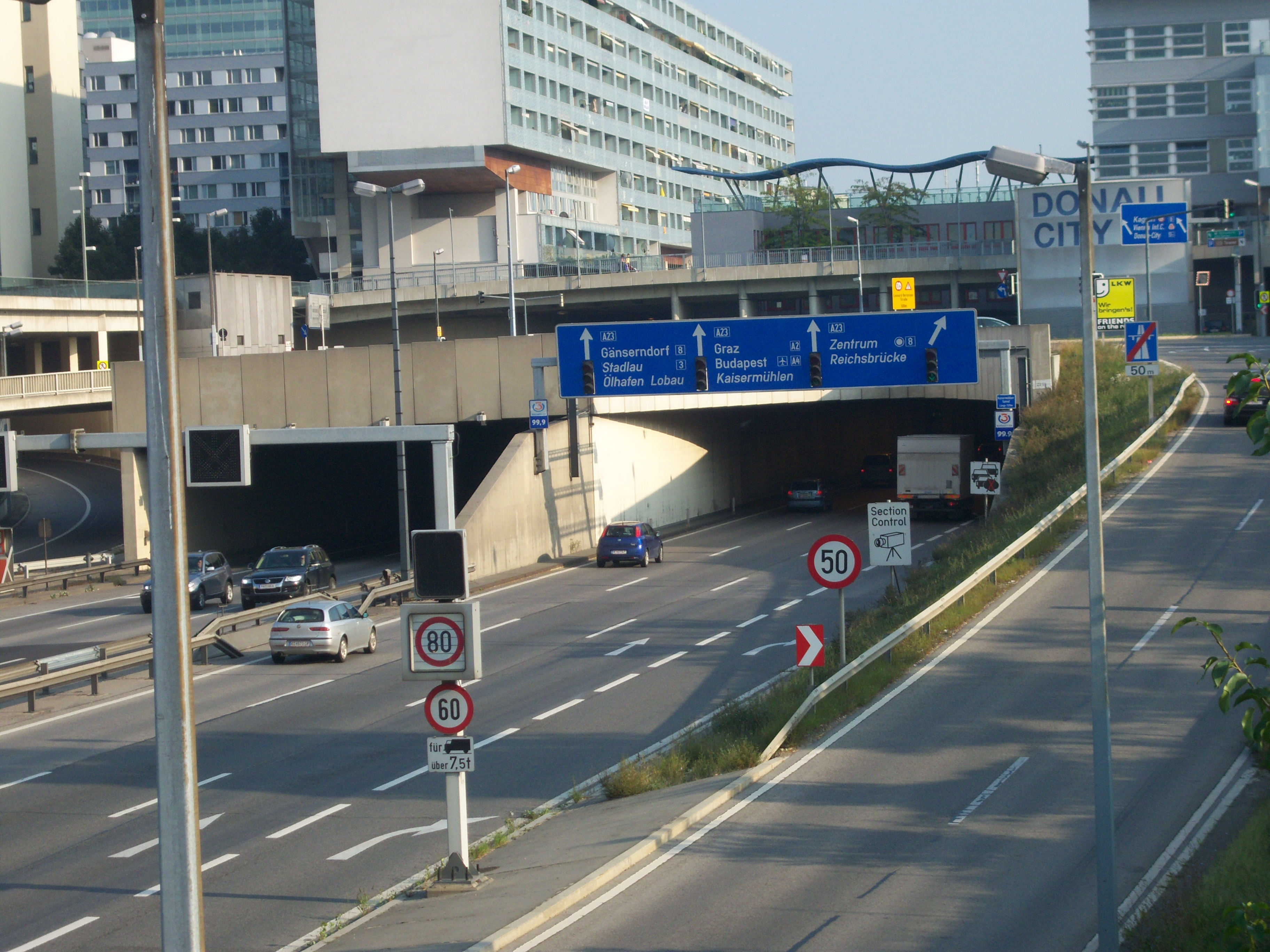
Tunnel Kaisermühlen (Westportal)

Der Tunnel Kaisermühlen ist ein Autobahntunnel in Wien und Teil der Donauufer Autobahn A22. Mit einer Länge von 2.150 Metern ist er der längste Straßentunnel Wiens und mit einer täglichen Fahrzeugfrequenz von bis zu 100.000 Fahrzeugen die am meisten befahrene Tunnelanlage Österreichs. Er ist als Unterflurtrasse konzipiert und unterfährt die Donau City, Reichsbrücke sowie Wohnhausanlagen im Stadtteil Kaisermühlen.

## Allgemeines
Am Westportal des Tunnels befindet sich die Anschlussstelle Vienna International Centre, im Tunnel die Anschlussstelle Reichsbrücke und am Ostportal die Anschlussstelle Kaisermühlen. Die Durchfahrt durch den Tunnel Kaisermühlen dauert in der Regel rund zwei Minuten. Der Tunnel verfügt über zwei baulich getrennte Röhren mit jeweils drei Fahrspuren sowie einen Pannenstreifen. Wie auf Stadtautobahnen in Wien üblich, gilt im Tunnel ein Geschwindigkeitslimit von 80 km/h für Personenkraftwagen sowie 60 km/h für Lastkraftwagen über 7,5 Tonnen.

## Section Control
Als erstes Straßenstück Österreichs wurde am 1. September 2003 im Tunnel Kaisermühlen die Abschnittskontrolle zur Geschwindigkeitsüberwachung eingeführt. Der Straßenbetreiber ASFINAG sieht den Erfolg dadurch bestätigt, dass in den kommenden Jahren keine schweren Unfälle mehr passiert sind und die Geschwindigkeit praktisch nicht überschritten wird.